# 波多诺伏
新港（葡萄牙語：Porto-Novo，又譯波多諾伏）是西部非洲國家貝南的首都，人口26萬，不過其僅為該國名義上的首都，貝國的實際行政中心位於科多努（Cotonou）。
葡萄牙人認為其地與波爾圖相似，所以名為波多諾伏，意為「新波爾圖」。

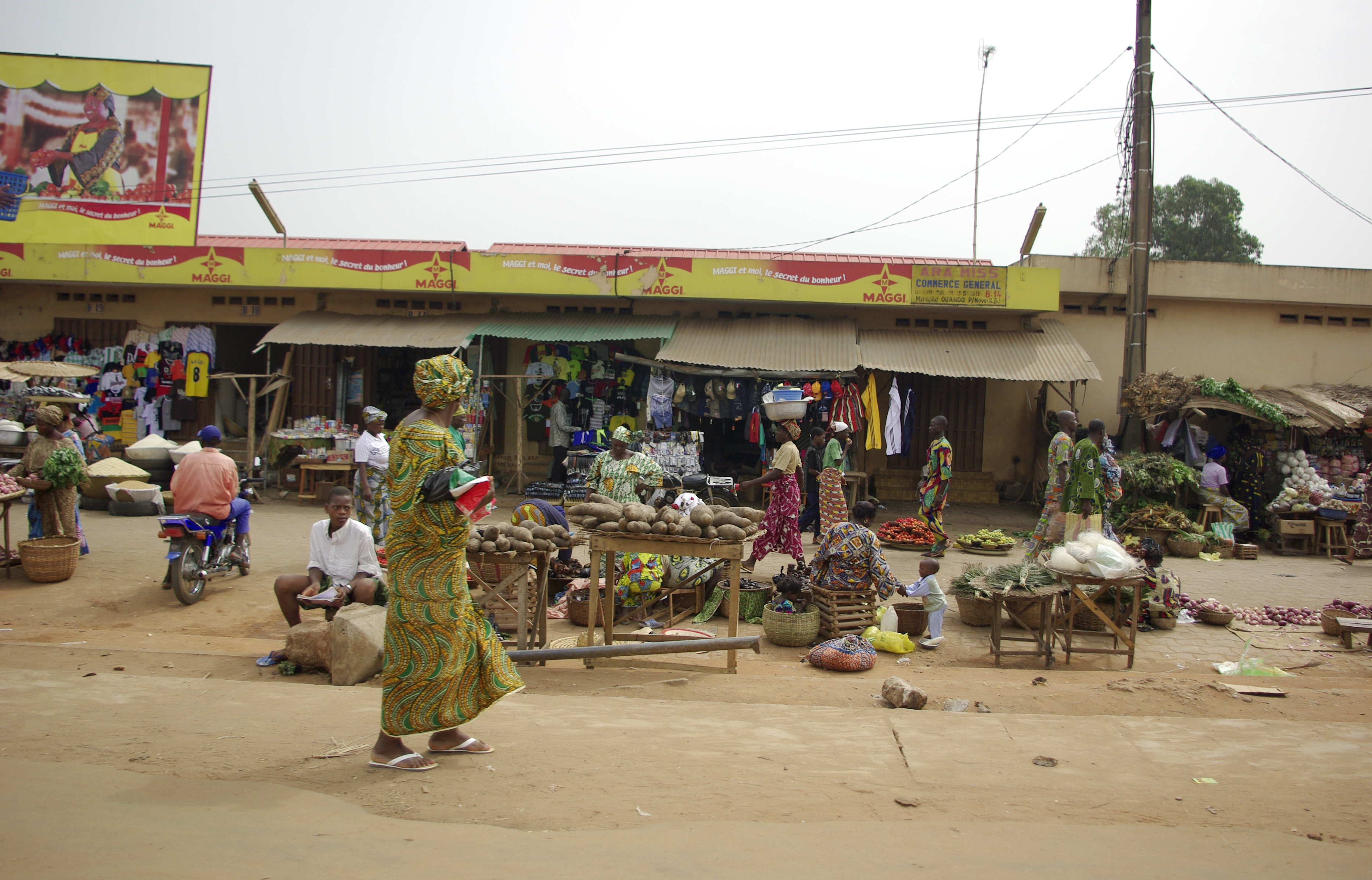
商業街

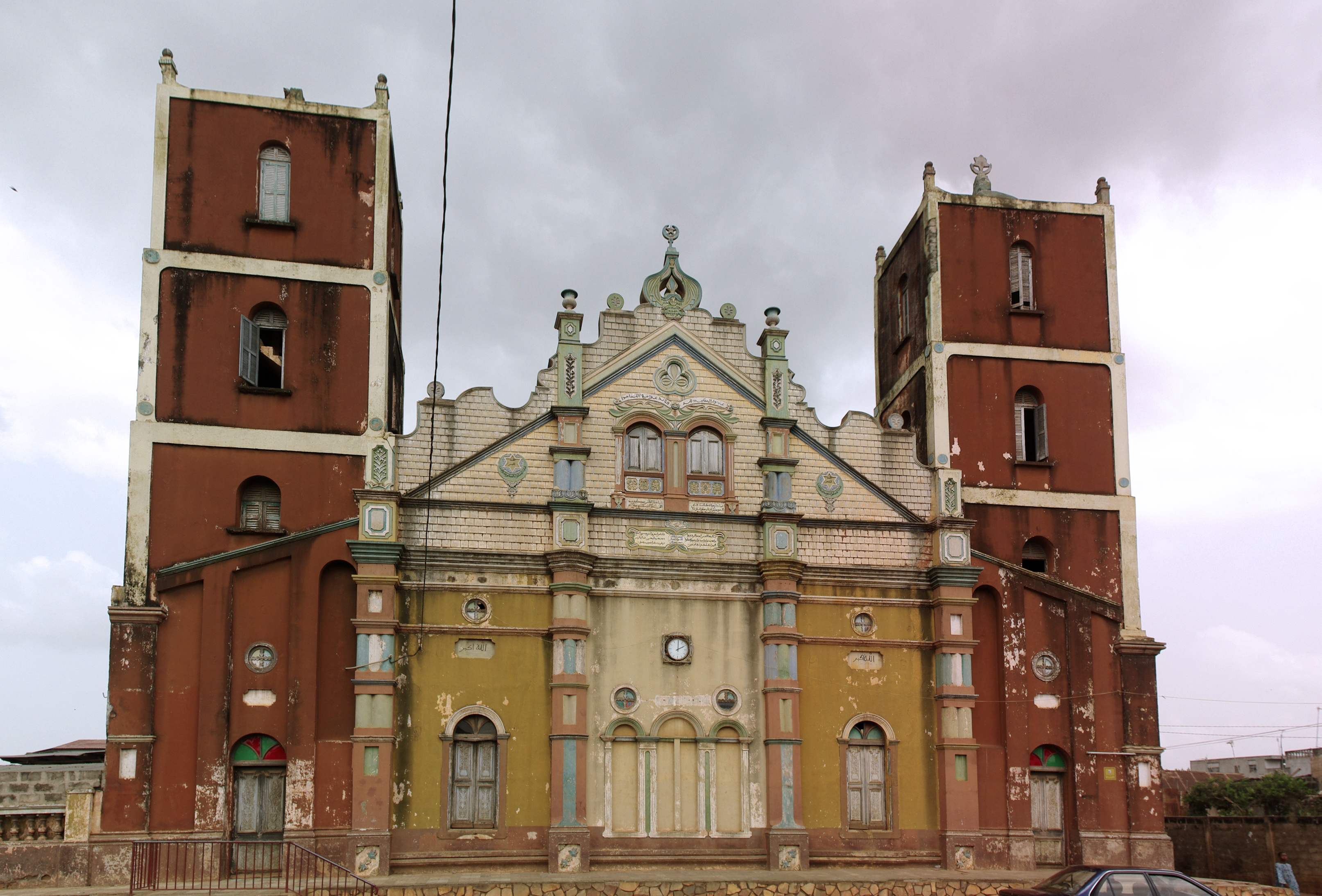
新港大教堂